# Teodoro Echegoyen Visiers
Teodoro Echegoyen Visiers (Peralta, 1875 - Tarragona, 1905) va ser un compositor d'origen navarrès, establert a Catalunya.
En 1897 va ser anomenat, prèvia oposició, mestre de capella de la catedral de Calahorra (La Rioja), càrrec del que va prendre possessió el 13 d'octubre i en el qual va seguir fins que al març de 1903 va ser anomenat organista de la catedral de Tarragona. Moltes de les seves composicions es conserven en aquesta catedral i aquestes, estan escrites en l'estil "simfònic" que s'usava en aquella època a Espanya.

## Biografia
Fill de Peralta (Comunitat Foral de Navarra), el compositor es va traslladar a Tarragona, on va ser organista de la Catedral de Santa Tecla. Echegoyen va rebre una extensa formació musical a Pamplona mentre estudiava al col·legial Seminari Conciliar De Sant Miquel de Pamplona. El 13 d'octubre de 1897 va ser nomenat mestre de capella de la catedral de Calahorra (La Rioja) i mentre exercia aquest càrrec va opositar l'any 1901 al magisteri de la catedral de Pamplona, però no va tenir èxit. Més endavant, va ser nomenat el 4 març 1903 organista de la catedral de Santa Tecla de Tarragona després de superar amb escreix els altres opositors per les seves qualitats tècniques i estilístiques, segons el veredicte del jurat, format per R. Bonet, antic organista de la catedral, A. Nicolau i L. Millet. També va ser un especialista de cant gregorià de la Universitat Pontifícia de Tarragona i va publicar Breu mètode de cant gregorià (Tarragona, 1905). Al llarg de la seva vida, va mantenir una relació d'amistat amb Mn. Pere Guillamet, canonge de Tarragona, per la qual és possible recuperar avui dia la seva obra al Fons de l'Església parroquial de Sant Esteve d'Olot i Fons Teodoro Echegoyen de l'Arxiu Comarcal de la Garrotxa.

## Fons de Sant Esteve d'Olot i Fons Teodoro Echegoyen
El cas de Teodoro Echegoyen Visiers és molt particular, ja que en el Fons de l'Església parroquial de Sant Esteve d'Olot es conservava, barrejat, el fons particular de l'arxiu personal d'Echegoyen Visiers amb obres datades entre 1897 i 1903. A més de recopilar informació biogràfica de gran valor a partir d'obres manuscrites, aquest fons conté un gran volum de repertori conservador i amb una gran la qualitat en el seu contingut. La presència del fons musical d'aquest compositor a Sant Esteve d'Olot és, a hores d'ara, un enigma però sembla que tot es deu a l'estreta amistat amb Mn. Pere Guillamet doncs després de la mort del compositor va poder haver incorporat al seu arxiu personal a les composicions de l'organista de la catedral i per això mateix va donar a l'església de Sant Esteve de tot el seu arxiu musical després de la seva mort.

## Obra
L'obra del compositor se situa actualment en Fons musicals d'Eresbil (País Basc), la Catedral de Calahorra (La Rioja) i el Fons Teodoro Echegoyen (Tech). Aquest últim conté 218 obres d'autor, març anònims i 7 impresos, i constitueix el fons més important d'aquest compositor, no només pel volum del repertori conservat, sinó sobretot per la qualitat del seu contingut, amb una elevada mitjana d'obres autògrafes, el que ens porta a pensar que es tracta del seu fons personal. Està formada per tres col·leccions:
1. Manuscrito d'autor. Col·lecció formada per 218 composicions, de les quals 171 són obra d'Echegoyen, amb un clar predomini dels gèneres de música per a orgue. Conté repertori compositiu d'E Amorós, JA Arriola, C. Buldain, R. Calahorra, C. Calvo, C. Cavallera, H. Eslava, F. Gorriti, P. Hernandez, J. Lidón, E. Luna, A. Oller, J. Preciado, J. Salcedo, A. Vidaurreta i V. Zubiaurre, al costat de literatura orgànica de G. Brandt, JL Dussek, P. Neuckern, L. Riss i P. Wachs.
2. Manucristos anònims. Col·lecció formada per 3 composicions anònimes, escrites entre l'últim quart del s. XIX i principis del s. XX.
3. Obres impresos. Col·lecció formada per 7 composicions impreses de repertori eclesiàstic, amb obres de M. Arnaudas, B. Echegoyen, T. Echegoyen, M. Ferrer i P. Hernandez.

Al Fons de l'Església parroquial de Sant Esteve d'Olot i Fons Teodoro Echegoyen de l'Arxiu Comarcal de la Garrotxa es conserven les següents obres:
- Antífona en Mi b M (incompleta)
- Antífona per a 1 v i orgue, en Sol M (completa)
- Avemaria per a 2 v i orgue, en Fa M (incompleta)
- Avemaria per a 1 v i orgue, en Si b m (completa)
- Avemaria per a 1 v i orgue, en Fa M (completa)
- Càntic per a 2 v i orgue, en Re M (incomplet)
- Càntic per a 1 v i orgue, en Do M (complet)
- Càntics per a 2 v i acompanyament, en Re m (complet)
- Marxa fúnebre per a orgue, en Rem (completa)
- Pasdoble per a P en Sol M (complet)

També es conserven les següents obres:
- Breve método de canto gregoriano;compuesto con arreglo a las prescripciones de S.S. Pío X y a las últimas ediciones de los PP. Benedictinos;por D. Teodoro A. Echegoyen, beneficiado organista de esta metropolitana y profesor de dicha asignatura en la Universidad Pontificia (Tarragona, 1905)
- El nacimiento del Niño Jesús pastorela para armonium, ob. 6 (Tarragona, desc.)